# Марьяновка (Ковельский район)
Марья́новка (укр. Мар'янівка) — село в Голобской поселковой общине Ковельского района Волынской области Украины.
Код КОАТУУ — 0722188404. Население по переписи 2001 года составляет 71 человек. Почтовый индекс — 45074. Телефонный код — 3352.